# Platychorda rivalis
Platychorda rivalis là một loài thực vật có hoa trong họ Restionaceae. Loài này được B.G.Briggs & L.A.S.Johnson mô tả khoa học đầu tiên năm 2001.